# Podbořany
Podbořany (en allemand : Podersam) est une ville du district de Louny, dans la région d'Ústí nad Labem, en Tchéquie. Sa population s'élevait à 6 392 habitants en 2021.

## Géographie
Podbořany se trouve à 32 km au sud-ouest de Louny, à 67 km au sud-ouest d'Ústí nad Labem et à 76 km à l'ouest-nord-ouest de Prague.
La commune est limitée par Libědice et Nové Sedlo au nord, par Čeradice, Žatec, Libořice et Blšany à l'est, par Očihov et Vroutek au sud, et par Nepomyšl, Krásný Dvůr et Veliká Ves à l'ouest.

## Histoire
La première mention historique du village date de 1369.
Jusqu'en 1918, la ville de Podersam (nom unilingue en 1900) fait partie de l'empire d'Autriche, puis d'Autriche-Hongrie (Cisleithanie après le compromis de 1867), chef-lieu du district de même nom, l'un des 94 Bezirkshauptmannschaften en Bohême.

## Patrimoine

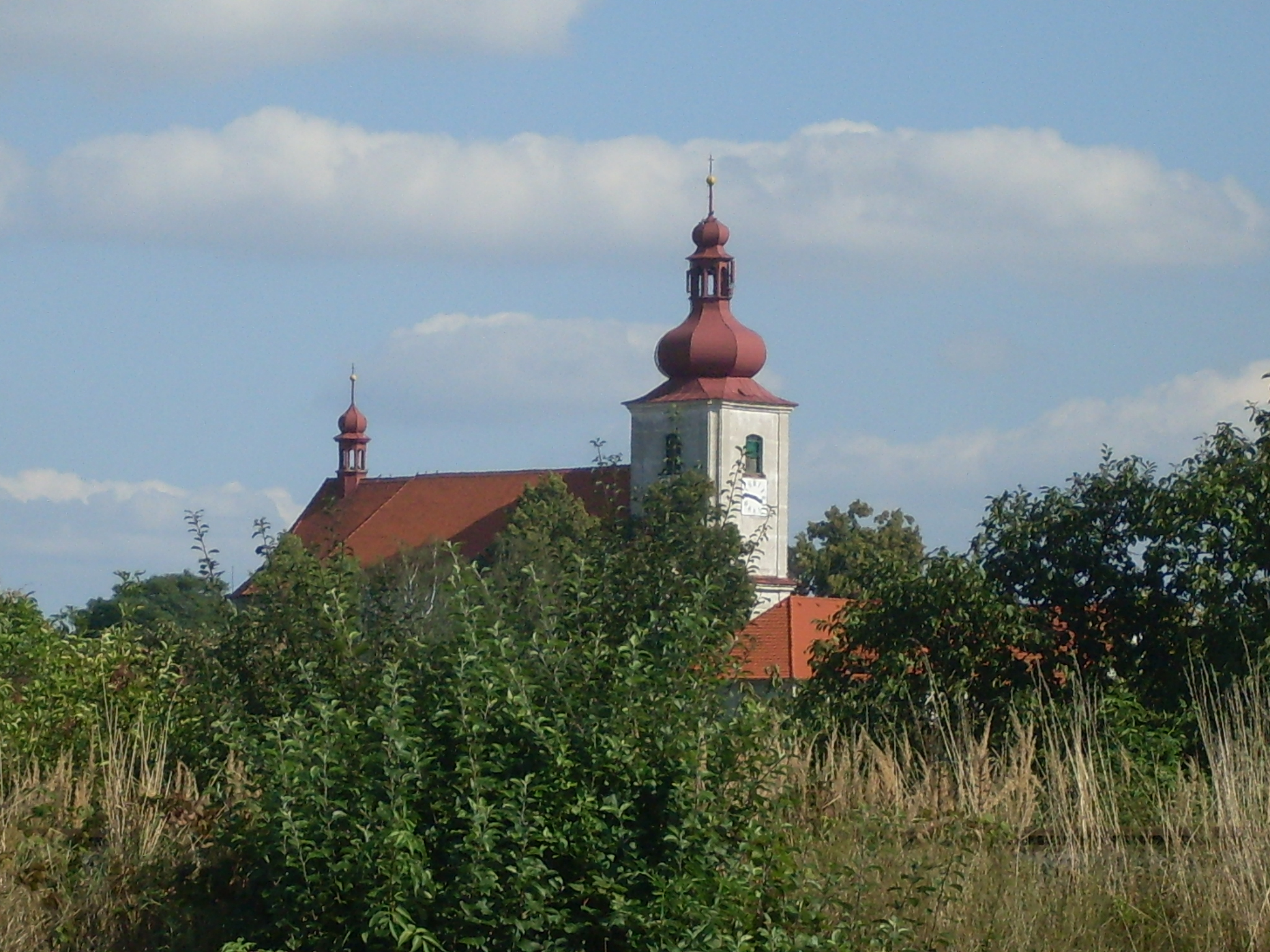
Église Saints-Pierre-et-Paul.
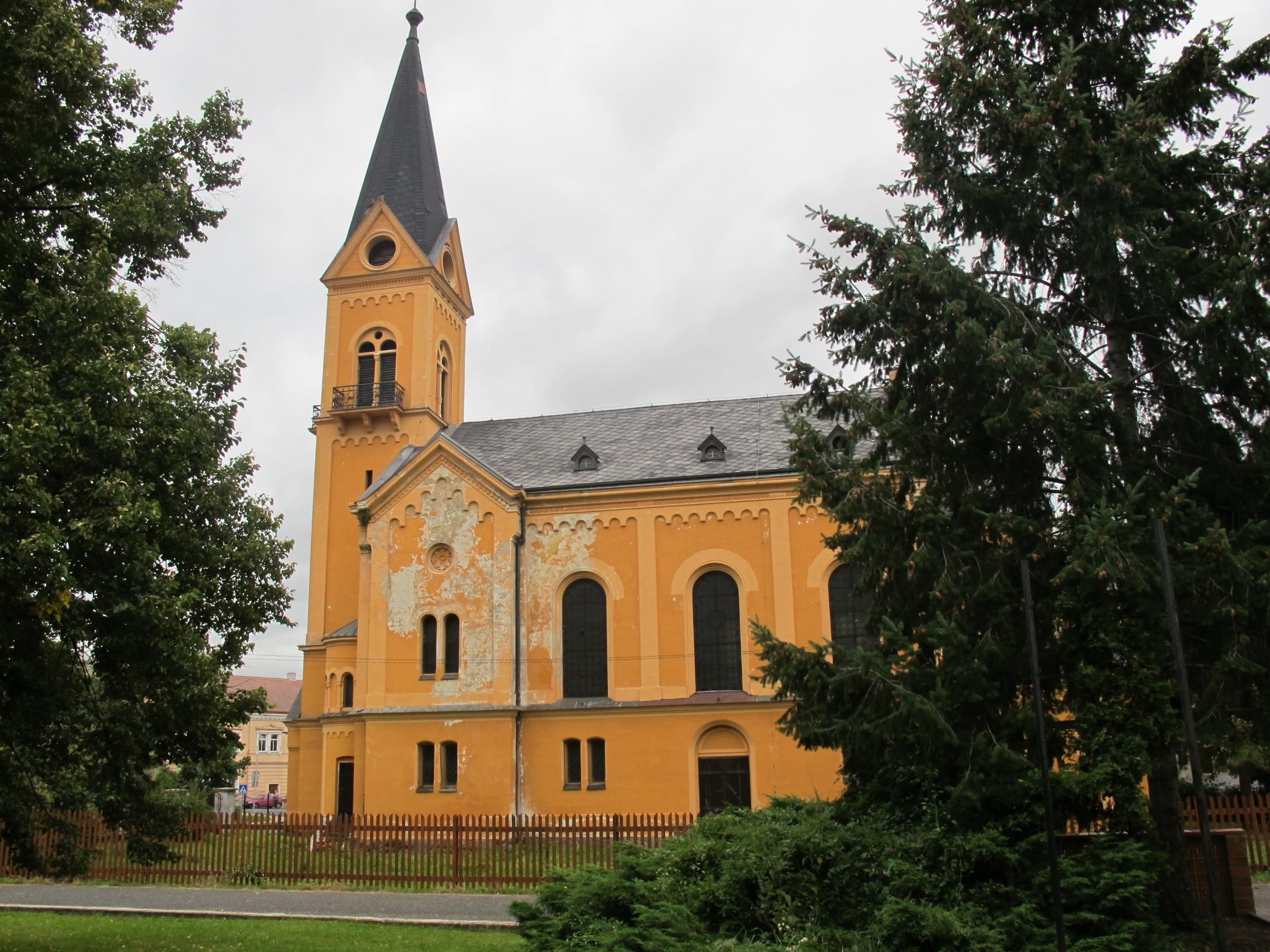
Église du Saint-Sauveur.